# Valparaíso de Goiás
Valparaíso de Goiás is een gemeente in de Braziliaanse deelstaat Goiás. De gemeente telt 159.500 inwoners (schatting 2017).

## Aangrenzende gemeenten
De gemeente grenst aan Cidade Ocidental, Luziânia, Novo Gama en Brasilia (DF) (Santa Maria).

## Verkeer en vervoer
De plaats ligt aan de radiale snelwegen BR-040 en BR-050 die beginnen in Brasilia. Daarnaast ligt ze aan de wegen DF-290 en GO-520.